# Mon voisin, mon tueur
Pour plus de détails, voir Fiche technique et Distribution.
Mon voisin, mon tueur (My Neighbor, My Killer) est un documentaire franco-américain réalisé par Anne Aghion, sorti en 2009. Sélectionné au Festival de Cannes 2009 (hors compétition), il a reçu le prix Nestor Almendros du Human Rights Watch International Film Festival.

## Fiche technique
- Réalisation, production et écriture : Anne Aghion
- Montage : Nadia Ben Rachid
- Musique : Florida Uwera
- Image : James Kakwewere, Linette Frewin, Claire Bailly du Bois, Mathieu Hagnery, Simon Rittmeier
- Son : Richard Fleming, Pierre Camus
- Montage Son : Roland Duboué, Dolorès Jordi, Anne-Marguerite Monory
- Mixage : Nathalie Vidal, Yves Servagent
- Étalonnage : Eric Salleron
- Traductions : Assumpta Mugiraneza et Céleste Karlin
- Moyens techniques : Avidia, Studio Orlando, Noesis/Imagine
- Dates de sortie :
  -  États-Unis : 27 avril 2009 (Festival de San Francisco)
  -  France : 14 mai 2009 (Festival de Cannes)
  -  Canada : 6 octobre 2009 (Festival de Vancouver)